# Raymond Evans (Hockeyspieler)
Raymond „Ray“ Garry Evans (* 28. September 1939 in Northam, Western Australia; † 7. November 1974 in Perth) war ein australischer Hockeyspieler. Er gewann mit der australischen Nationalmannschaft eine olympische Bronzemedaille 1964 und eine olympische Silbermedaille 1968.

## Sportliche Karriere
Der 1,76 m große Raymond Evans stand 1960 zum ersten Mal in der australischen Nationalmannschaft. Insgesamt wirkte der Innenstürmer bis 1969 in 64 Länderspielen mit, in denen er 16 Tore erzielte.
Bei den Olympischen Spielen 1960 in Rom belegten die Australier in der Vorrunde den zweiten Platz hinter der Mannschaft Pakistans. Im Viertelfinale unterlagen die Australier der indischen Mannschaft nach Verlängerung, am Ende belegten die Australier den sechsten Platz.
1964 bei den Olympischen Spielen in Tokio gewannen die Australier in der Vorrunde vier Spiele und unterlagen den Mannschaften aus Kenia und Pakistan. Als Gruppenzweite trafen sie im Halbfinale auf den Gruppensieger der anderen Vorrundengruppe und verloren mit 1:3 gegen die indische Mannschaft. Im Spiel um Bronze bezwangen die Australier die Spanier mit 3:2.
Vier Jahre später wurden die Australier auch bei den Olympischen Spielen 1968 in Mexiko-Stadt in der Vorrunde Zweite hinter Pakistan. Wieder trafen sie im Halbfinale auf die indische Mannschaft, die Australier siegten mit 2:1 nach Verlängerung. Im Finale unterlagen die Australier mit 1:2 gegen Pakistan.
Raymond Evans wurde 2018 in die Hall of Fame des australischen Hockeyverbands aufgenommen.